# Васильєв Олексій Вʼячеславович
Васильєв Олексій Вʼячеславович -  (рос. Васильев Алексей) - учасник російсько-української війни, український ді-джей (dj Bush Jr.) бурятського походження. З 2009 року проживає в Україні на Івано-Франківщині.

## Життєпис

### Ранні роки
Народився 23 грудня 1992 року в Росії в місті Улан-Уде, у родині музикантів. Батько — невідомий, мати — Васильєва Аюна, дядько по матері — Васильєв Андрій, дідусь по матері — Вʼячеслав Васильєв, художній керівник Бурятського театру опери та балету, згодом виконувач обов'язків Міністра культури Бурятії. Прадідусь по матері — Жигжит Батуєв (Бату) — один із засновників бурят-монгольської класичної музики.
Олексій ріс без батька, а тому "по батькові" він отримав від свого діда - Вʼячеслава Васильєва. 

## Переїзд до України
У 2008 році, зі слів Олексія, він вирішує переїхати у іншу країну, оскільки він не зміг змиритися із позицією російської влади щодо збройного вторгнення у північну Осетію (Грузія).
Та все ж таки у 2009 році, Олексій переїжджає до України у місто Івано-Франківськ, де він вступає на навчання у приватну школу садок "Перша Ластівка" , яку успішно закінчує у 2010 році. 
В 2011 році, Олексій вступає у Інститут Мистецтв Прикарпатського Національного Університету імені Василя Стефаника на кафедру театрального та хореографічного мистецтва, де здобув освіту: Актор драми та кіно, диктор телебачення та радіо. Навчався Олексій у ВНЗ з 2011 року по 2016 рік. 
Також у 2009 році, Олексій ухвалює рішення щодо карʼєри ді-джея та працював у Івано-Франківських нічних закладах по 2020 рік. Відомий як Dj Bush Jr.

## Служба в ЗСУ
В листопаді 2020 року, Олексій вступає до лав Збройних Сил України у 108 окремий гірсько-штурмовий батальйон, що у складі 10 окремої гірської-штурмової бригади Збройних Сил України. 
З 24 лютого 2022 року активно брав участь у здійсненні заходів із забезпечення національної безпеки і оборони, відсічі і стримування збройної агресії Російської Федерації на території Житомирської та Київської областях.
З кінця травня 2022 року активно брав участь у здійсненні заходів із забезпечення національної безпеки і оборони, відсічі і стримування збройної агресії Російської Федерації на території Донецької та Луганської областях., де й отримав бойове травмування - розрив лівого медіального меніска, після чого був прооперований. 

## Громадська позиція
Олексій виступає противником путінського режиму в Росії. Після повномасштабного вторгнення - розірвав відносини із родичами, що проживають в Росії, окрім свого рідного дядька по лінії матері - Васильєва Андрія, який після початку російського вторгнення висловив думку, що набагато ефективніше підтримувати ЗСУ, ніж звертатись до бурятських матерів, благаючи їх не відпускати своїх дітей в армію.
З 2012 року, Олексій намагається отримати українське громадянство, але станом на 2023 рік так і не зміг його отримати, хоча він має всі підстави для набуття громадянства. 